# Eunius Mummolus
Eunius Mummolus ( † 585), Mommolus ou Mummulus (en français Mummol ou Momble), probablement d'origine gallo-romaine, fils du comte d’Auxerre Pœonius (Péone), comte d’Auxerre lui-même à partir de 561, général et patrice de la Provence bourguignonne au service de Gontran, roi franc de Bourgogne de 569 à 581.

## Biographie
Sa carrière commence par une fraude. Après la mort de Clotaire (561) Pœonius envoie son fils auprès du roi Gontran avec des présents afin de garantir son titre de comte, mais Mummolus les utilise pour sa propre promotion comme comte d'Auxerre. En 568, il chasse de Tours Clovis, fils de Chilpéric, puis se distingue lors de la première invasion lombarde de la Gaule. En 569, le patrice Amatus est tué au combat contre les Lombards et Mummolus le remplace. Il passe pour un des meilleurs stratèges de son temps.

### Guerre contre les Lombards
En 571, les Lombards envahissent de nouveau la Provence. Mummolus les bat à la bataille de Mustiae-Calme, commune de Meyronnes, près de Barcelonnette et les oblige à repasser les Alpes. L’année suivante il bat à Estoublon une bande de Saxons, qui ont participé avec les Lombards à l’invasion de l’Italie. Les envahisseurs abandonnent leurs prisonniers et offrent des présents à Mummolus, mais affirment qu’ils reviendront pour se soumettre aux Francs comme auxiliaires et s’établir en Gaule ; ils réapparaissent effectivement avec femmes et enfants par Nice et Embrun. Réunis dans la région d’Avignon, ils s'emparent de la moisson dans les champs, puis se disposent à passer le Rhône pour gagner l'Auvergne, possession du roi d'Austrasie Sigebert, et, de là, regagner la Saxe. Mummolus ne leur permet le passage que contre un lourd tribut en or.
En 574, les ducs lombards Amo, Zaban et Rodan lancent une triple attaque contre la Gaule. Amo atteint Mague (près de Caumont), dans la région d'Avignon, en passant par le col de Larche ; Zaban atteint Valence et Rodan assiège Grenoble. Amo va enlever les troupeaux de la Crau, rançonne Aix. Mummolus se porte au secours de Grenoble. Rodan, blessé, rejoint Zaban avec 500 hommes et les deux ducs se retirent à Embrun, avant d'être rejeté au-delà des Alpes par Mummolus. En l'apprenant, Amo se retire à son tour mais peine à regagner l'Italie avec l'arrivée de l'hiver. Une dernière bande, après avoir ravagé l'abbaye de Saint-Maurice d'Agaune en Valais, est battue près de Bex. Gontran ferme l'entrée de la Gaule en occupant Aoste et Suse, sur le versant italien des Alpes.
Après les guerres avec les Lombards, Mummolus intervient en Aquitaine dans le conflit entre le roi d'Austrasie Sigebert Ier et le roi de Soissons Chilpéric Ier. Il réussit à  battre Didier, le général de Chilpéric, en Limousin en 576. Il tire de ses différentes actions militaires un immense prestige et une fortune spectaculaire .

### La révolte de Gondovald
En 581, il rompt avec Gontran et se retire à Avignon, sous la protection du roi Childebert, à qui la ville appartient. Il y prépare l'accueil du prétendant au royaume d'Aquitaine Gondovald, qui se dit fils de Clotaire, qui arrive de Constantinople à Marseille à la fin de 582. Après le revirement de Gontran Boson, qui s'empare du trésor de Gondovald, il cache ce dernier dans une île, une des îles d'Hyères ou des îles de Lérins. Mummolus est assiégé dans Avignon par Gontran Boson, qui doit se retirer après l'intervention de l'armée de Childebert II (583).
À la mort de Chilpéric, en septembre 584, Mummolus rappelle Gondovald. Ils sont rejoints par Didier, duc de Toulouse, qui vient de s'emparer du trésor de Rigonde, fille du roi défunt. Gondovald quitte Avignon avec ses partisans, traverse l'Auvergne et, arrivé en Limousin, se fait proclamer roi à Brive en décembre 584, par élévation sur le pavois. Puis il parcourt l'Aquitaine et la Novempopulanie pour se faire reconnaître et réunir une armée.
Gontran, qui a fait du jeune roi d'Austrasie Childebert son héritier et qui en raison de la trahison de Mummolus nourrit contre lui une haine tenace, rassemble ses forces. Gondovald, après avoir vainement tenté de négocier avec Gontran, et après la défection du duc Didier, passe la Garonne et se réfugie dans Comminges, où il est assiégé par l’armée de Gontran commandée par Leudégisile. En mars 585, les assiégeants négocient secrètement avec Mummolus et d'autres conjurés pour qu’ils livrent Gondovald en échange de leurs vies sauves. Grégoire de Tours, à ce propos, prête ces paroles à Leudégisile à l'intention de Mummolus : "Quelle espérance t'attache à un inconnu? Voilà que ta femme et tes enfants sont déjà en captivité. Peut-être que Gontran va ordonner la mort de tes fils. Renonce à cette entreprise insensée ; quel autre moyen as-tu de prévenir ta ruine ?"
Mummolus, avec des encouragements vainement rassurants amène Gondovald qui se sait trahi aux portes de la ville. Là, il est mis à mort, puis les assiégeants détruisent Comminges et en massacrent les habitants. Les principaux conjurés sont mis à mort et, dans le camp de ses ennemis, Mummolus conscient des menaces des soldats de Gontran et pressentant que sa perte est résolue, revêt son armure et rejoint la tente de Leudégisile demander que soit clarifié son sort. Leudégisile, qui a reçu l'ordre du roi Gontran de le mettre à mort, le laisse dans la tente sous prétexte d'aller calmer ses hommes. Au lieu de cela il les envoie entourer la tente et le tuer. Mummolus se défend longtemps avant de tenter de s'extraire de la tente à la sortie de laquelle il est percé de deux lances et meurt .
Grégoire de Tours ne précise pas contre combien de soldats Mummolus se bat avant d'être tué. Il précise simplement qu'il se défend "longtemps et avec une grande vigueur". Le trésor qu'il laisse à Avignon est saisi par Gontran qui en envoie une portion à Childebert et distribue une grande partie du reste à destination des pauvres et des églises.